# Michele Tenore
Michele Tenore (Napoli, 5 maggio 1780 – Napoli, 19 luglio 1861) è stato un botanico italiano.

## Biografia
Di origine abruzzese, studiò Medicina presso l'Università degli Studi di Napoli Federico II, dove si laureò nel 1800. Strinse un sodalizio con Domenico Cirillo (1739-1799) e Vincenzo Petagna (1734-1810).
Nel 1805, nella veste di medico del Principe di Cardone, viaggiò per l'Italia e conobbe botanici importanti, anche stranieri. Nel frattempo si impegnò nella realizzazione dell'Orto Botanico di Napoli che fu istituito nel dicembre del 1807, realizzato accanto al Real Albergo dei Poveri, e del quale divenne direttore nel 1810.
Nel 1811 succedette a Petagna alla cattedra di Botanica di Napoli.
Michele Tenore è autore della Flora Napolitana, opera monumentale pubblicata in fascicoli nel periodo compreso tra il 1810 e il 1838. Tale opera costituisce una delle prime ricognizioni floristiche in Italia meridionale; in essa furono descritte 400 nuove specie e vennero trattate oltre 3400 entità di piante vascolari. 
La Flora Napolitana costituisce, ancora oggi, una risorsa importante per studiosi di Botanica ed in particolare per coloro che si occupano della flora dell'Italia meridionale.
Durante la sua carriera ricevette numerosi riconoscimenti, quali la presidenza dell'Accademia nazionale delle scienze.
Il comune di Lama dei Peligni gli ha dedicato il Giardino Botanico, presso il Museo archeologico naturalistico "Maurizio Locati".

## Opere

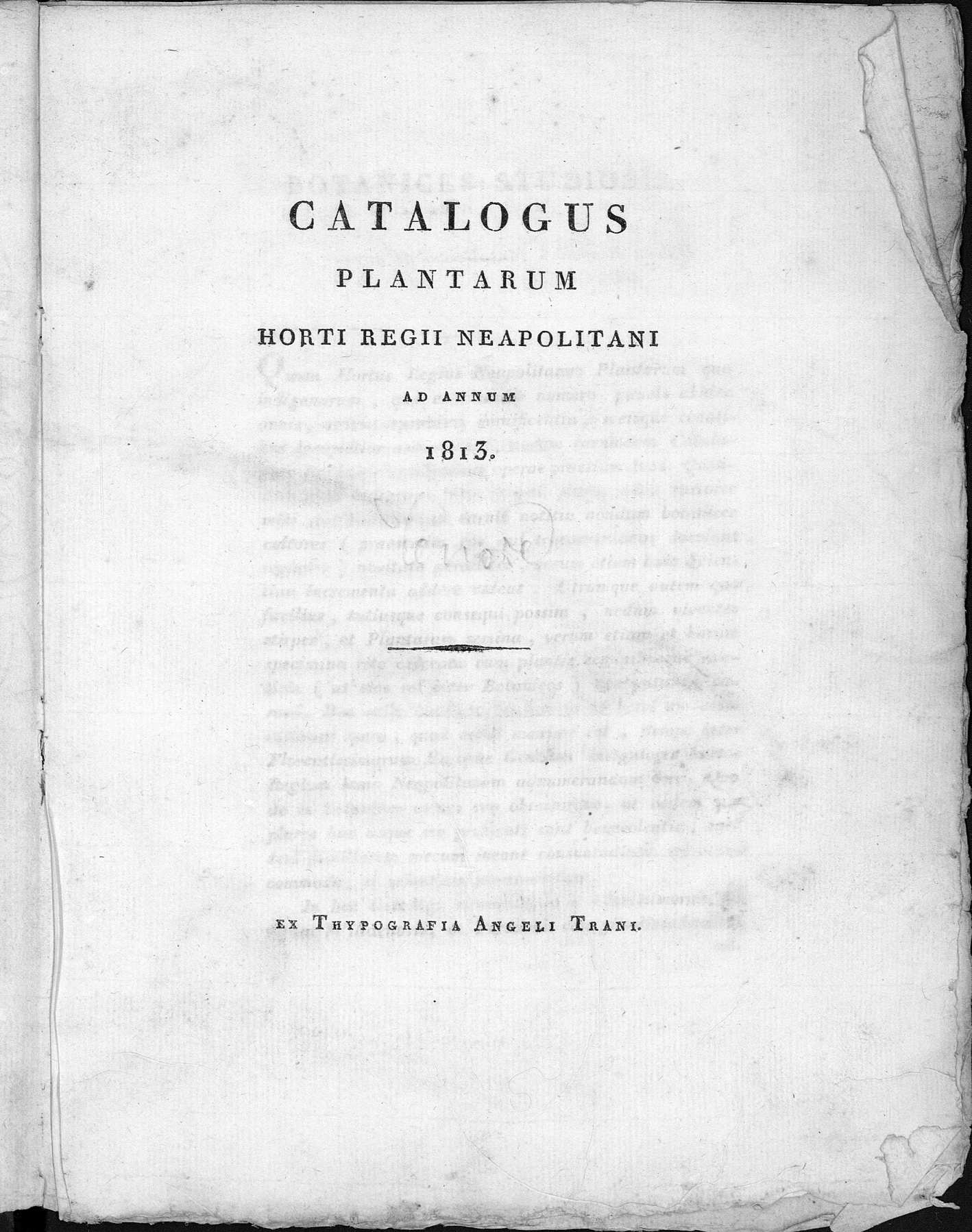
Catalogus plantarum Horti regii Neapolitani ad annum 1813, 1813

- 1811-38. Flora Napolitana, Napoli, 1-5, Stamperia Reale; Napoli, Tipografia del Giornale Enciclopedico; Napoli, Stamperia Francese.
- (LA) Catalogus plantarum Horti regii Neapolitani ad annum 1813, Napoli, Angelo Trani, 1813.
- 1816. "Corso delle botaniche lezioni. Trattato di fitognosia; ossia Esposizione della tecnologia, della tassonomia, e della fitografia; con un'appendice di storia e di bibliografia botanica", Napoli, nella tipografia di Domenico Sangiacomo.
- 1827. Viaggio in alcuni luoghi della Basilicata e della Calabria citeriore effettuito nel 1826, Napoli, nella tipografia Francese.
- 1832. Memoria sulle peregrinazioni botaniche effettuate nella provincia di Napoli nella primavera del 1825 dal Cavaliere Michele Tenore colle indicazioni di alcune piante da aggiungersi alla Flora Napolitana e la descrizione di una specie di Ononis, in Atti R. Accademia delle Scienze, Cl. Fis. e St. Nat., 3: 49-88.
- 1843. Rapporto intorno alle peregrinazioni de' soci ordinari M. Tenore e G. Gussone eseguite in Luglio 1834, in Atti R. Accademia delle Scienze, 5 (1): 283-290, Napoli 1843 (in collaborazione con G. Gussone).
- 1843. Osservazioni botaniche raccolte in un viaggio eseguito per diversi luoghi della provincia di Terra di Lavoro e di Abruzzo nell'està del 1834 dai soci Tenore e Gussone, ibi, 291-334, 1 tav., Napoli, 1843 (in collaborazione con G. Gussone).
- 1846. Osservazioni intorno all'Erbario Centrale di Firenze (23 settembre 1845), p. 852, Napoli, 1846.
- 1856. Una gita all'Isola d'Ischia. Lettera al Sig. N. N. Giornale, ne L'Iride 1, n. 20 (estr. pp. 6), Napoli, Tip. Gazzette de' Tribunali (14x21.5).

| Ten. è l'abbreviazione standard utilizzata per le piante descritte da Michele Tenore. Consulta l'elenco delle piante assegnate a questo autore dall'IPNI. |